# Sylligma lawrencei
Sylligma lawrencei är en spindelart som beskrevs av Jacques Millot 1942. Sylligma lawrencei ingår i släktet Sylligma och familjen krabbspindlar.
Artens utbredningsområde är Guinea. Inga underarter finns listade i Catalogue of Life.